# كلبية (المعاصرة)
الكلبية هي اتجاه يتميز بارتياب عام في دوافع الآخرين. قد يكون لدى الكلبي نقص عام في الإيمان أو الأمل في الجنس البشري أو الأشخاص المدفوعين بالطموح، أو الرغبة، أو الجشع، أو الإشباع، أو المادية، أو الأهداف أو الآراء التي يعتبرها الكلبي دون فائدة، ولا يمكن الحصول عليها، أو لا معنى لها في النهاية، وبالتالي تستحق السخرية أو اللّوم. يُستمد المصطلح في الأصل من الفلاسفة اليونانيين القدامى، الكلبيين، الذين رفضوا جميع الأعراف، سواء أكانت دينية أم أخلاقية أم متعلقة بالسكن أو باللباس أو اللباقة، وأيدوا بدلًا من ذلك السعي وراء الفضيلة بالعيش بطريقة بسيطة ومثالية.
بحلول القرن التاسع عشر، أدى التأكيد على المثل الزهدية وانتقاد الحضارة الحالية المستند إلى احتمال قصورها عن الحضارة المثالية، أو على الجوانب الرفضية للفلسفة الكلبية، إلى الفهم الحديث للكلبية بأنها تعني الميل إلى إنكار الصدق أو الخير في الدوافع  والأعمال الإنسانية. الكلبية الحديثة هي انعدام الثقة في القيم الأخلاقية والاجتماعية الظاهرية، وخاصةً عند عدم تحقق التوقعات الكبيرة المتعلقة بالمجتمع والمؤسسات والسلطات. قد تتجلى كنتيجة للإحباط وخيبة الأمل وانعدام الثقة التي تُرجَع إلى المنظمات والسلطات وجوانب المجتمع الأخرى.
غالبًا ما يُخلط بين الكلبية والشكوكية. ربما بسبب عدم الخبرة أو الاعتقاد بأن الإنسان جيد بطبيعته. وبالتالي، يدمج الاستخدام المعاصر بين أحد أشكال الحكمة المتداعية (عندما يساء تطبيقها) والنقد أو الشك الواقعيين.

## نظرة عامة
عُرّفت الكلبية الحديثة بأنها اتجاه يتمثل بانعدام الثقة بالقيم الأخلاقية والاجتماعية المزعومة ورفض الحاجة إلى المشاركة الاجتماعية. وهو اتجاه متشائم حيال قدرة البشر على اتخاذ الخيارات الأخلاقية الصحيحة، ويتناقض مع السذاجة. تعتبر الكلبية الحديثة أحيانًا منتجًا للمجتمع الجماهيري، خاصةً في الحالات التي يعتقد الفرد فيها بوجود تباين بين دوافع وأهداف المجتمع المعلنة والدوافع والأهداف الفعلية.

## التقييم النقدي
يمكن أن تظهر الكلبية بشكل أنشط عند الاكتئاب. عَرَّف بيتر سلوتردايك في كتابه نقد العقل الكلبي الأكثر مبيعًا (1983)، الكلبيين الحديثين بأنهم سوداويون حديون، يمكنهم إبقاء أعراض الاكتئاب لديهم تحت السيطرة ويحتفظون بالقدرة على العمل، مهما حدث... في الواقع، النقطة الأساسية في الكلبية الحديثة هي قدرة أصحابها على العمل، مهما حدث.
يتضمن أحد الجوانب النشطة للكلبية الرغبة في فضح النفاق وتوضيح الفجوات بين المثل العليا والممارسات الفعلية.  قال جورج برنارد شو إنه أعرب عن هذا بإيجاز: «تسمى قوة الملاحظة الدقيقة عادةً بالكلبية من قبل أولئك الذين لا يملكونها».

## الآثار الصحية
اكتشفت دراسة منشورة في مجلة طب الأعصاب عام 2014 وجود رابطة بين المستويات العالية من «انعدام الثقة الكلبية» المتأخرة (تم تفسيرها وقياسها في الدراسة من ناحية العداوة) والخرف. شمل الاستطلاع 622 شخصًا اختُبروا لمدة 8 سنوات للكشف عن الخرف. في تلك الفترة، شُخص 46 شخصًا بالخرف. «عند مراعاة الباحثين للعوامل الأخرى التي يمكن أن تؤثر على خطر الخرف، مثل ارتفاع ضغط الدم وارتفاع الكوليسترول والتدخين، تبين أن الأشخاص الذين يعانون من مستويات عالية من انعدام الثقة الكلبي أكثر عرضة بمعدل ثلاثة أضعاف للإصابة بالخرف من الأشخاص الذين يعانون من مستويات منخفضة من الكلبية. من بين 164 شخصًا لديهم مستويات عالية من الكلبية، أصيب 14 شخصًا بالخرف، مقارنةً بتسعة من بين 212 شخصًا لديهم مستويات منخفضة من الكلبية.»

## في السياسة
زُعم أن «الشكوكية الصحية قد تفسح المجال للكلبية الأكّالة». من المنطقي أن تؤدي الكلبية المتعلقة بالحكومة أو بالسياسة  إلى انسحاب سياسي وعجز سياسي فعّال. حذر السياسي المحافظ والمنظّر السياسي وليام جي بينيت عام 2013 من أن أمريكا «يمكن تنهار من الداخل؛ لأننا قد نصبح كلبيين وانسحابين».

### الآثار المحتملة
في عام 2004، توصلت تجربة وبحث بعنوان « تأثيرات الأخبار الاستراتيجية على الكلبية السياسية وتقييم القضايا ودعم السياسات: تجربة من موجتين» إلى أن الطريقة التي تقدم بها وسائل الإعلام الأخبار قد تؤدي إلى الكلبية السياسية. أظهرت التجربة أيضًا «وجود علاقة سلبية بين الكفاءة والكلبية مما يشير إلى أن المواطنين الفعالين كانوا أقل عرضة للكلبية السياسة». تبين أن الأخبار المباشرة والجامدة «التي تركز على القضايا» لا تسبب كلبية سياسية، لكن «الأخبار الاستراتيجية» و«أخبار الألعاب» تسبب ذلك. ويؤكد النوعان الأخيران من العروض الأخبارية على ما يلي:
«سباق الخيل، والإستراتيجية، والتكتيكات السياسة... التغطية الإخبارية لدوافع المرشح وللشخصيات، والتركيز على الخلاف بين الأحزاب والمرشحين أو الناخبين، والتركيز على استطلاعات الرأي في الأخبار، أو اعتبار الناخبين متفرجين والمرشحين مؤدين للعروض».

## الكلبية الاجتماعية
تنتج الكلبية الاجتماعية عن توقعات كبيرة متعلقة بالمجتمع والمؤسسات والسلطات؛ تؤدي التوقعات غير المحققة إلى خيبة الأمل، والتي تنشر مشاعر الإحباط والخيانة.
تتجلى الكلبية في المنظمات، بوصفها موقفًا عامًا أو محددًا، يتسم بالإحباط، واليأس، وخيبة الأمل، وانعدام الثقة إزاء المنظمات الاقتصادية أو الحكومية، أو المديرين، أو جوانب العمل الأخرى.